# Временное правительство Китая (1912)
Временное правительство Китайской Республики (кит. трад. 中華民國臨時政府; пиньинь. Zhōnghuá Mínguó Línshí Zhèngfǔ) — временное правительство, созданное революционерами во время Синьхайской революции в 1912 году. После успеха Учанского восстания представители революционной провинциальной ассамблеи провели совещание в китайском районе Учан, на котором были определены организационные контуры Временного правительства.

## Подготовка
В ноябре 1911 года в городе Ухань революционеры во главе с Ли Юаньхуном объединились с революционерами из Шанхая во главе с Чэнь Цимэем и Ченг Дэцюанем, чтобы подготовиться к созданию нового правительства. Одна группа хотела создать правительство в Учане, в то время как группа из Шанхая хотела создать правительство в Шанхае. К 20 ноября две группы пришли к компромиссу и признали Хубэй центром. К 28 ноября Ханькоу и Ханьян захватила сторона династии Цин, поэтому в целях безопасности революционеры созвали свою первую конференцию в британской концессии в Ханькоу. В ней приняли участие 23 представителя из 11 провинций Китая. По итогу конференции, революционеры решили составить организационную структуру Временного правительства и избрали Лэй Фэня, Ма Цзюньфу и Ван Чжэнтина для подготовки проекта.
2 декабря революционным силам удалось захватить Нанкин в ходе восстания. По итогу революционеры решили сделать Нанкин столицей временного правительства. Уже на следующий день конференция приняла план, состоявший из 3 глав и 21 пункта. Этот план подтвердил, что новое правительство будет республикой. Было объявлено, что представители провинций соберутся в Нанкине через семь дней для избрания временного правительства.

## Президентские выборы
Вместо того, чтобы присутствовать на собрании в Нанкине, Сун Цзяожэнь и Чэнь Цимэй собрали представителей провинции в Шанхае и 4 декабря самостоятельно провели собрание. 25 декабря Сунь Ятсен, в сопровождении генерала Гомера Леа, своего ближайшего советника по иностранным делам, вернулся в Шанхай. 29 декабря в Нанкине прошли президентские выборы. Согласно первой статье «Схемы организации Временного правительства», временный президент должен был избираться представителями провинций Китая. Кандидат, набравший более 2/3 голосов, будет избран президентом. Каждая провинция имела право только на один голос. В этих выборах приняли участие 45 представителей из 17 провинций, и Сунь Ятсен получил 16 действительных голосов из 17.

## Сформирование Временного правительства
1 января 1912 года Сунь Ятсен объявил о создании Китайской Республики в Нанкине и вступил в должность временного президента республики. Генерал Ли Юаньхун был назначен временным вице-президентом. Временное правительство состояло из 9-и министерств, министрами которых назначили:
- Хуан Син был назначен министром армии и начальником штаба.
- Хуан Чжунъин — стал военно-морским министром
- Ван Чунхуэй был назначен в качестве министра иностранных дел
- У Тинфан назначен в качестве министра юстиции
- Чен Цзинтао назначен в качестве министра финансов
- Ченг Дэцюань назначен министром внутренних дел
- Цай Юаньпей стал министр образования
- Чжан Цзянь назначен министром торговли
- Тан Соцянь стал министром связи.

Также в дополнительные должности были назначены: Ху Ханьминь, как секретарь президента, Сун Цзяорэнь, как генеральный директор законотворчества и Хуан Фушэн, как генеральный директор типографии. Также спикером Временного Сената был Линь Сен.

## Временное правительство и Юань Шикай

### Инцидент у ворот Дунъаньмэнь
Революционеры пытались переманить Юань Шикая на свою сторону, сделав его президентом временного правительства. В феврале 1912 года войска, нанятые Юань Шикаем и Цао Кунем, устроили мятеж, они разграбили магазины и богатые торговые площади в Пекине. Затем они сожгли ворота Дунъаньмэнь на стене, окружающей Запретный город. Тысячи людей были убиты. Юань запугал революционеров и дал понять, что он не поедет на юг, и то что новому правительству придется ехать к нему в Пекин. Это послужило предлогом для переноса столицы республики из Нанкина в Пекин.

### Конец Временного правительства
Юань Шикай, премьер-министр цинского правительства, провёл мирные переговоры с революционерами в обмен на пост президента. Опасаясь продолжения гражданской войны, революционеры решились согласиться с Шикаем. 8 марта 1912 года Временный сенат принял временную конституцию чтобы ограничить власть Юаня в будущем. 10 марта Сенат избрал Юань Шикая вторым президентом Китайской республики. Таким образом, власть Временного правительства и Временного сената перешла к Бэйянскому правительству в Пекине, что означало роспуск Временного правительства.